# Parmotrema vartakii
Parmotrema vartakii är en lavart som beskrevs av Hale. Parmotrema vartakii ingår i släktet Parmotrema och familjen Parmeliaceae.   Inga underarter finns listade i Catalogue of Life.